# Salomón Lerner Ghitis
Salomón Lerner Ghitis (Lima, 8 febbraio 1946) è un politico e manager peruviano, è stato Primo Ministro del Perù dal 28 luglio fino al 10 dicembre 2011.